# Nucleobase
As nucleobases, também conhecidas como bases nitrogenadas ou frequentemente bases simples, são compostos biológicos contendo nitrogênio que formam nucleosídeos, que por sua vez são componentes de nucleotídeos, com todos esses monômeros constituindo os blocos básicos de construção dos ácidos nucléicos.  A capacidade das nucleobases em formar pares de bases e empilhar umas sobre as outras leva diretamente a estruturas helicoidais de cadeia longa, como ácido ribonucleico (RNA) e ácido desoxirribonucleico (DNA).

## Estrutura
Nas laterais da estrutura de ácido nucleico, as moléculas de fosfato conectam sucessivamente os dois anéis de açúcar de dois monômeros nucleotídicos adjacentes, criando assim uma biomolécula de cadeia longa.

## Nucleobases modificadas
O DNA e o RNA também contêm outras bases (não primárias) que foram modificadas após a formação da cadeia de ácidos nucleicos. No DNA, a base modificada mais comum é a 5-metilcitosina (m5C). No RNA, existem muitas bases modificadas, incluindo as contidas nos nucleosídeos pseudouridina (Ψ), di-hidrouridina (D), inosina (I) e 7-metilguanosina (m7G).

### Nucleobases purinas modificadas
Estes são exemplos de adenosina ou guanosina modificada.
| Nucleobase  | Hipoxantina | Xantina      | 7-metilguanina       |
| Nucleosídeo | Inosina I   | Xanthosina X | 7-Metilguanosina m7G |

### Nucleobases de pirimidina modificadas
Estes são exemplos de citosina, timina ou uridina modificada.
| Nucleobase  | 5,6-Di-hidrouracil | 5-Metilcitosina     | 5-Hidroximetilcitosina |
| Nucleosídeo | Di-hidrouridina D  | 5-Metilcitidina m5C |                        |